# Gère (Isère)
La Gère est une rivière française, affluent du Rhône en rive gauche. Elle coule en région Auvergne-Rhône-Alpes, dans le département de l'Isère.

## Géographie
De 34,5 km de longueur, la rivière naît dans le département de l'Isère, dans l'est de la forêt de Bonnevaux aux nombreux étangs, à l'Étang de la Grande Tuilière, sur la commune de Châtonnay, à 549 m d'altitude, au nord de la commune de la Côte-Saint-André. Elle coule de manière générale vers l'ouest, baigne Meyssiès, Eyzin-Pinet et Pont-Évêque. Elle conflue avec le Rhône à Vienne après la vallée de Gère, quartier prospère pendant l'ére industrielle, et même avant, en raison de la puissance du débit du Gère.

### Communes traversées
Dans le seul département de l'Isère, la Gère traverse huit communes, : 
- dans le sens amont vers aval : Châtonnay, Lieudieu, Villeneuve-de-Marc, Meyssiès, Eyzin-Pinet, Estrablin, Pont-Évêque, Vienne.

## Affluents
La Gère a huit affluents référencés :
- le ruisseau de Girieux (rg), 4,1 km sur les quatre communes de Arzay, Semons, Lieudieu, Villeneuve-de-Marc.
- l'Auron ou ruisseau de la Combe Jacob (rg), 6,8 km sur les trois communes de Arzay, Semons, Villeneuve-de-Marc.
- le Grand Ruisseau (rg), 4,5 km sur les deux communes de Meyssiès, Villeneuve-de-Marc.
- la Valaise (rd), 15 km sur les six communes de Châtonnay, Lieudieu, Meyssiès, Savas-Mepin, Villeneuve-de-Marc, Saint-Jean-de-Bournay.
- le ruisseau de Merdaret (rg), 4,7 km sur la seule communes de Eyzin-Pinet.
- la Vesonne (rd), 14 km - sur un bassin versant de 180 km2 - sur les cinq communes de Estrablin, Moidieu-Detourbe, Saint-Georges-d'Espéranche, Savas-Mepin, Beauvoir-de-Marc avec un affluent :
  - l'Ambalon (rg), 8,8 km sur les trois communes de Moidieu-Detourbe, Savas-Mepin, Beauvoir-de-Marc.
- la Suze (rg), 10,3 km sur les cinq communes de Vienne, Jardin, Saint-Sorlin-de-Vienne, Estrablin, Eyzin-Pinet avec deux affluents :
  - le ruisseau des Henrains (rg), 3,3 km sur les trois communes de Saint-Sorlin-de-Vienne, Estrablin, Eyzin-Pinet.
  - le ruisseau de Garenne (rg), 3,6 km sur les deux communes de Saint-Sorlin-de-Vienne, Estrablin.
- la Véga ou rivière de Septème ou torrent de Cessarge (rd) 17,6 km conflue à Pont-Évêque traverse huit communes avec cinq affluents.

## Hydrologie

### La Gère à Pont-Évêque
Le module de la Gère a été calculé durant 25 ans (1964-1988) à Pont-Évêque, petite localité voisine du confluent avec le Rhône, qui se situe à Vienne,. Il se monte à 3,15 m3/s pour une surface de bassin de 232 km2.
La rivière présente très peu de fluctuations saisonnières de débit, avec des eaux un peu plus abondantes de janvier à juin (de 3,1 à 3,7 m3/s), période suivie d'une baisse légère lors de la période d'été avec un plus bas de 2,79 m3/s de moyenne en septembre.

### Étiage ou basses eaux
À l'étiage, c'est-à-dire aux basses eaux, le VCN3, ou débit minimal du cours d'eau enregistré pendant trois jours consécutifs sur un mois, en cas de quinquennale sèche peut chuter jusque 0,56 m3/s, ce qui reste confortable à un sixième du module 3,15 m3/s.

### Crues
Les crues peuvent être importantes, malgré le régime en général très régulier de la rivière, et la petitesse de son bassin versant. En effet, le QIX 2 et le QIX 5 valent respectivement 21 et 35 m3/s. Le QIX 10 est de 44 m3/s, et le QIX 20 de 53 m3/s, tandis que le QIX 50 se monte à 64 m3/s.
Le débit instantané maximal enregistré à Pont-Évêque était de 114 m3/s, le 1er mai 1983. Il s'agissait là d'une crue s'élevant à près du double du QIX 50, donc sans doute millénale (qui se produit une fois par millénaire).

### Lame d'eau et débit spécifique
La lame d'eau écoulée dans le bassin versant de la rivière est de 333 millimètres par an, ce qui est plus ou moins équivalent à la moyenne française, tous bassins confondus (320 millimètres par an). Le débit spécifique (ou Qsp) atteint 10,5 litres par seconde et par kilomètre carré de bassin.

## Morphologie
L'eau alimentant la ville antique de Vienne provenait non pas du Rhône mais de la Gère, une rivière longue de 35 km qui naît sur le plateau de Bonnevaux et se termine par une gorge étroite avant sa confluence avec le Rhône. Bien alimentée par les précipitations, disposant d'un régime régulier avec un débit d'étiage soutenu par les nappes des formations perméables du Bas-Dauphiné, la Gère possède un module annuel supérieur à 3 mètres cubes par seconde à Pont-Évêque pour uns superficie de bassin versant de 300 km2. cette régularité a sans doute été un atout pour l'alimentation en eau de la cité. Le principal aqueduc, long d'une vingtaine de kilomètres, alimente Vienne avec l'eau de sources issues de la nappe alluviale de la Gère en amont d'Eyzin-Pinet ; d'autres aqueducs proviennent des vallées de la Suze (par barrage de la rivière), d'une sources de la Gère à Gémens (Estrablin), de la Vézonne. La forte pente des fonds de vallée façonnés par l'écoulement fluvio-glaciaire a permis une dérivation aisée sur les versants même si le tracé des aqueducs est quelque peu contourné. La perméabilité des formations sédimentaires du Bas-Dauphiné (mollasse, cailloutis, moraine lavée) alimente de puissantes nappes drainées à l'air libre par la Gère et ses affluents. Les conditions d'émergence des eaux de nappe font aussi que l'eau était très pure, donc favorable à certains usages exigeants quant à la qualité des eaux. Cette eau était exempte de limons sauf lors des épisodes de précipitations capables d'éroder les versants et d'entraîner les limons et sables vers les drains principaux : la largeur des fonds de vallée fait que les dépôts issus de l'érosion étaient fréquemment retenus en bas de pente comme dépôts colluviaux sans être remaniés par les cours d'eau holocènes.

## Tourisme
- Vienne, sa Cathédrale Saint-Maurice, son temple romain d'Auguste et de Livie et ses nombreux vestiges romains.
- la Côte-Saint-André, sa maison d'Hector Berlioz, ses églises, ses Halles, son château Louis XI et son Paradis du Chocolat.

## Galerie

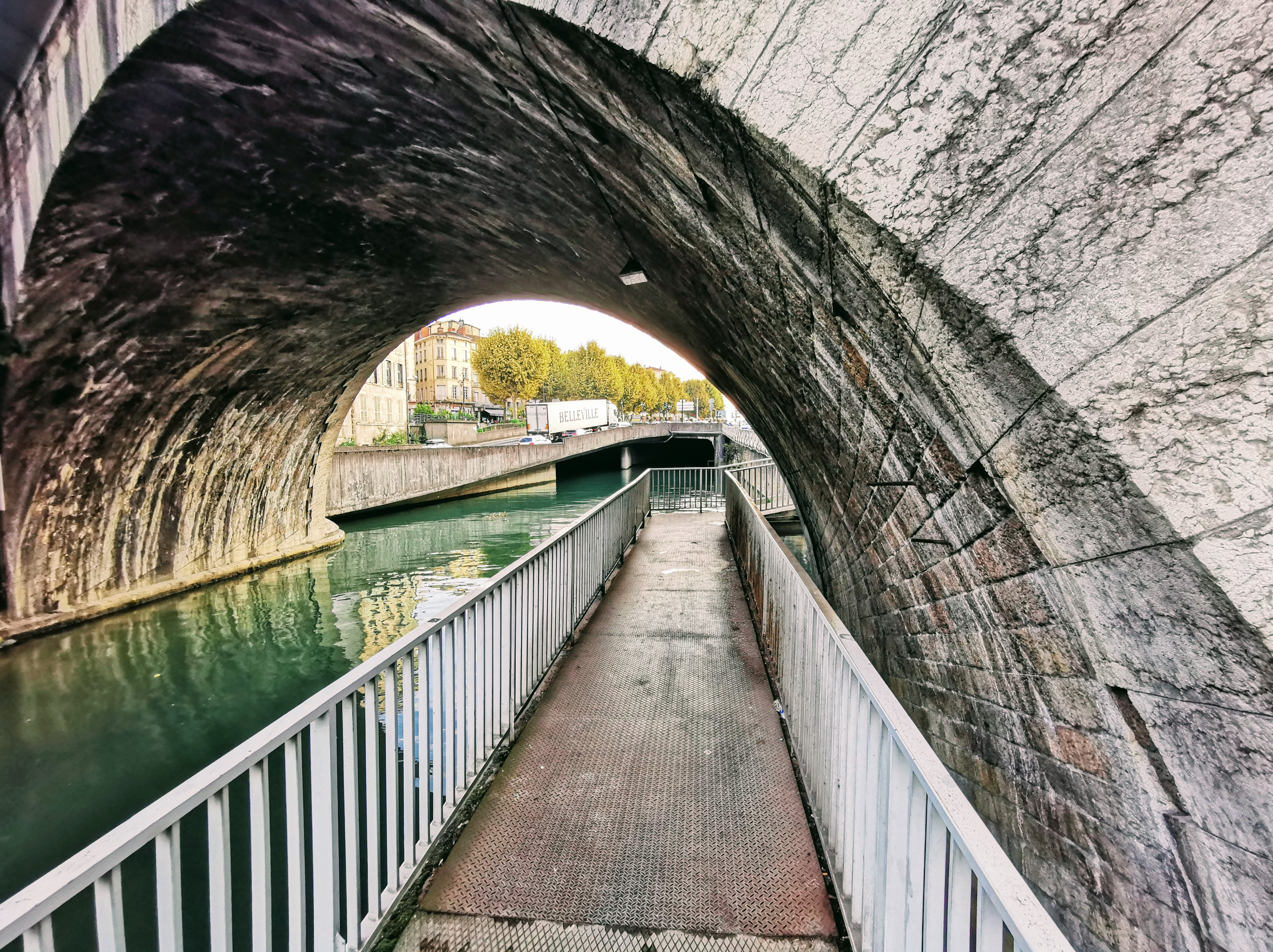
Le Gère disparaît sous la place Saint-Louis pour rejoindre le Rhône à Vienne.
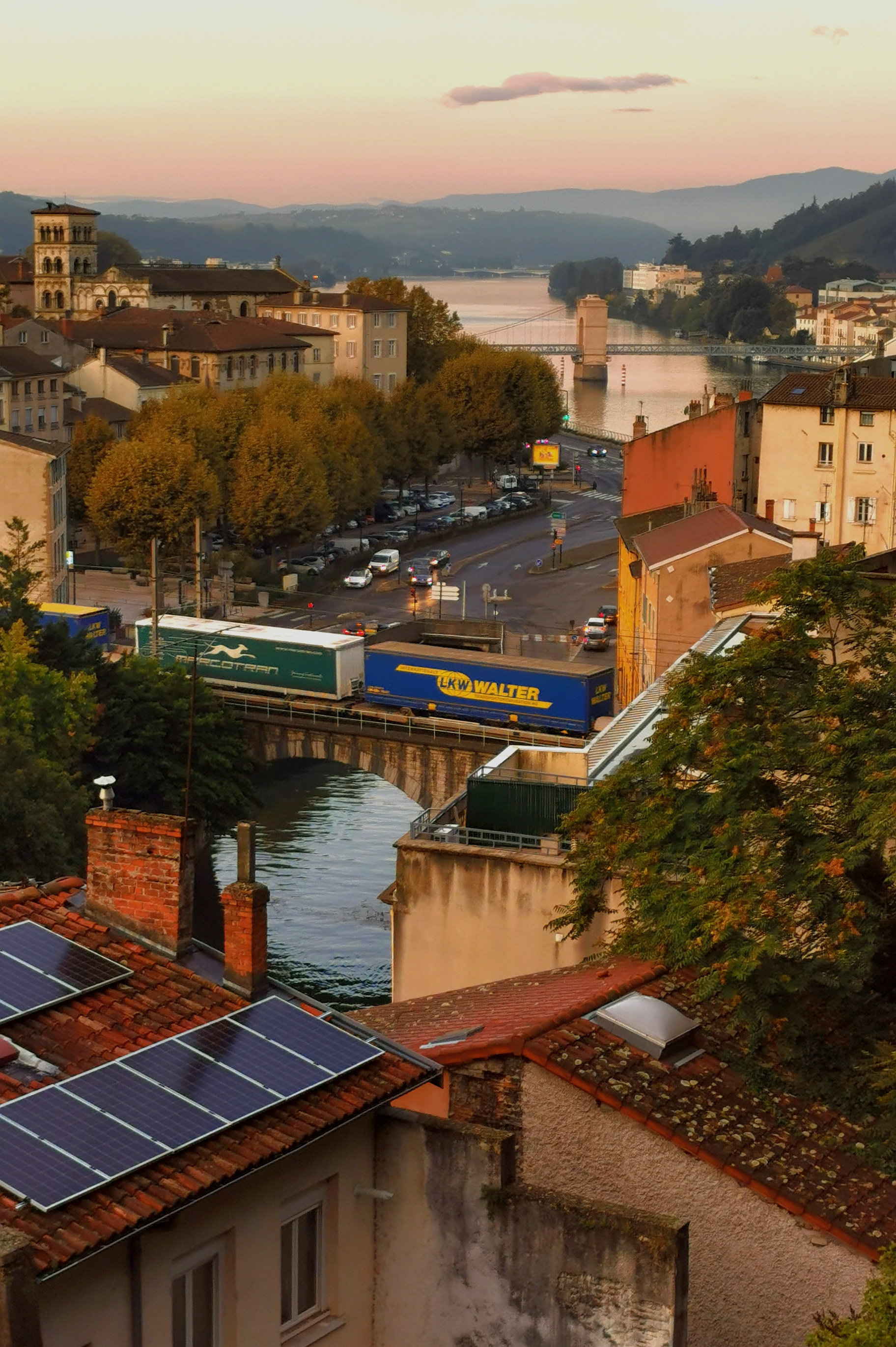
passage sous un pont ferroviaire et la place Saint-Louis avant son confluence avec le Rhône
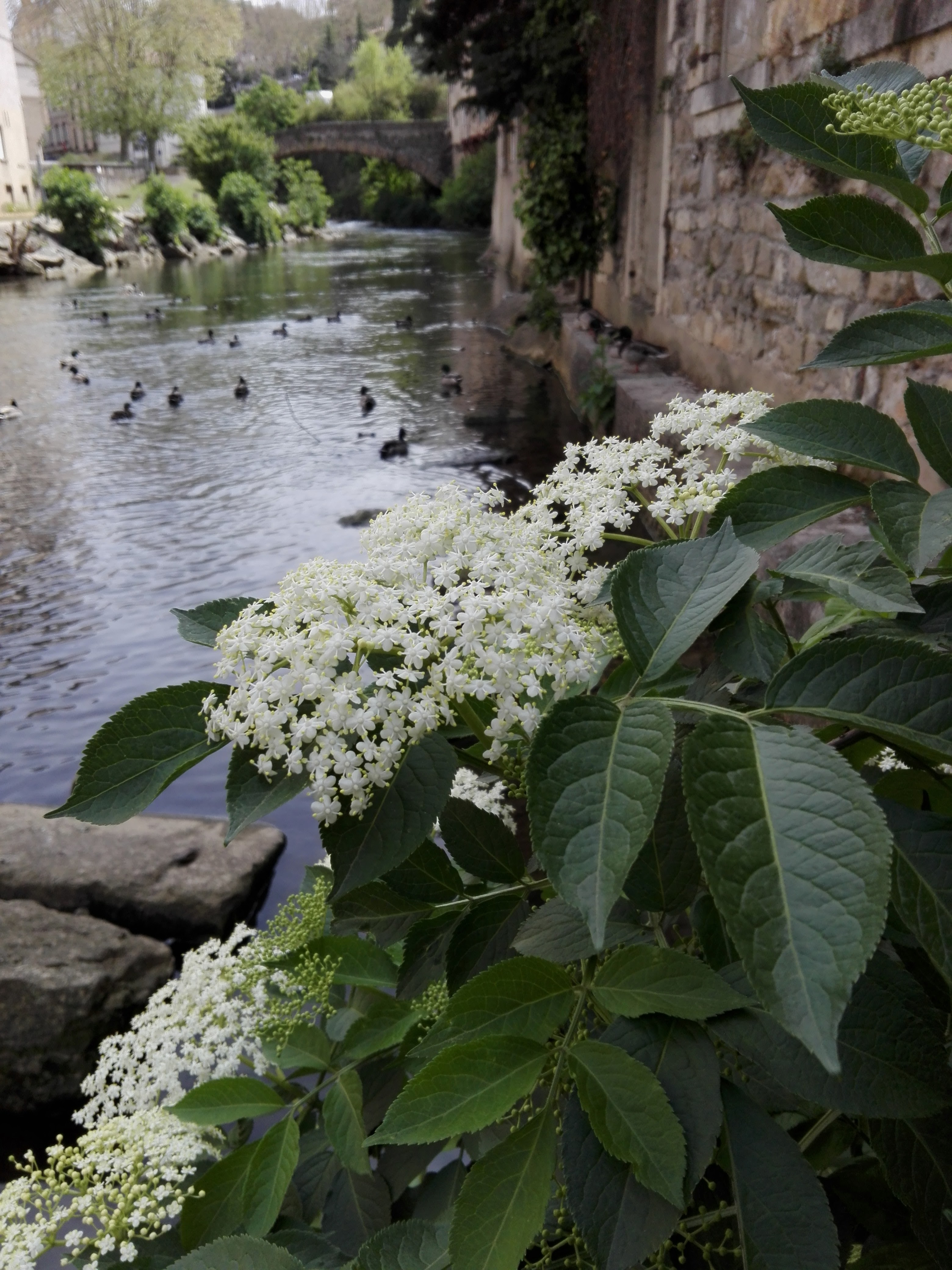
quartier Saint-Martin / pont Saint-Martin
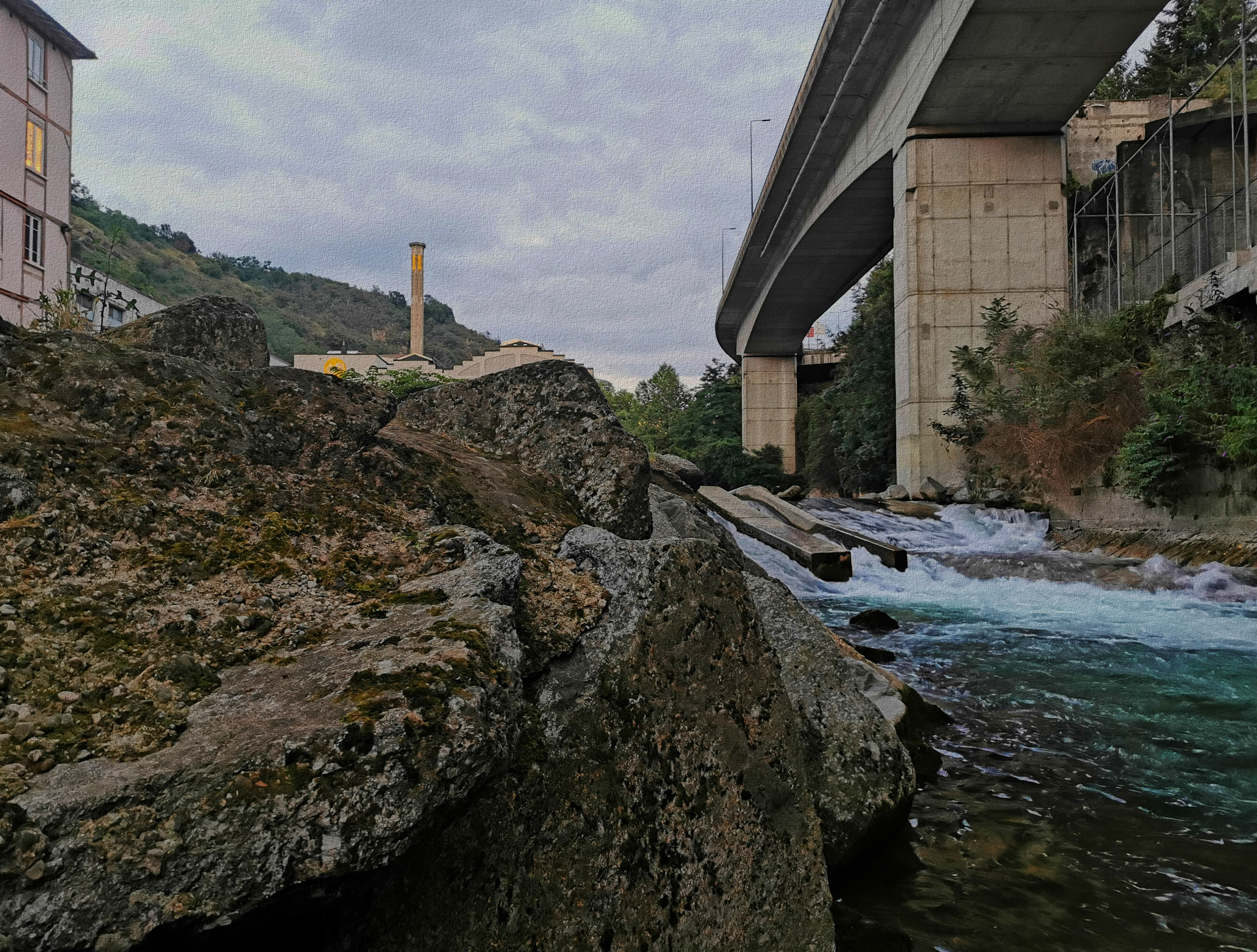
devant l'ancienne usine Proplan (autrefois usine Vaganay)
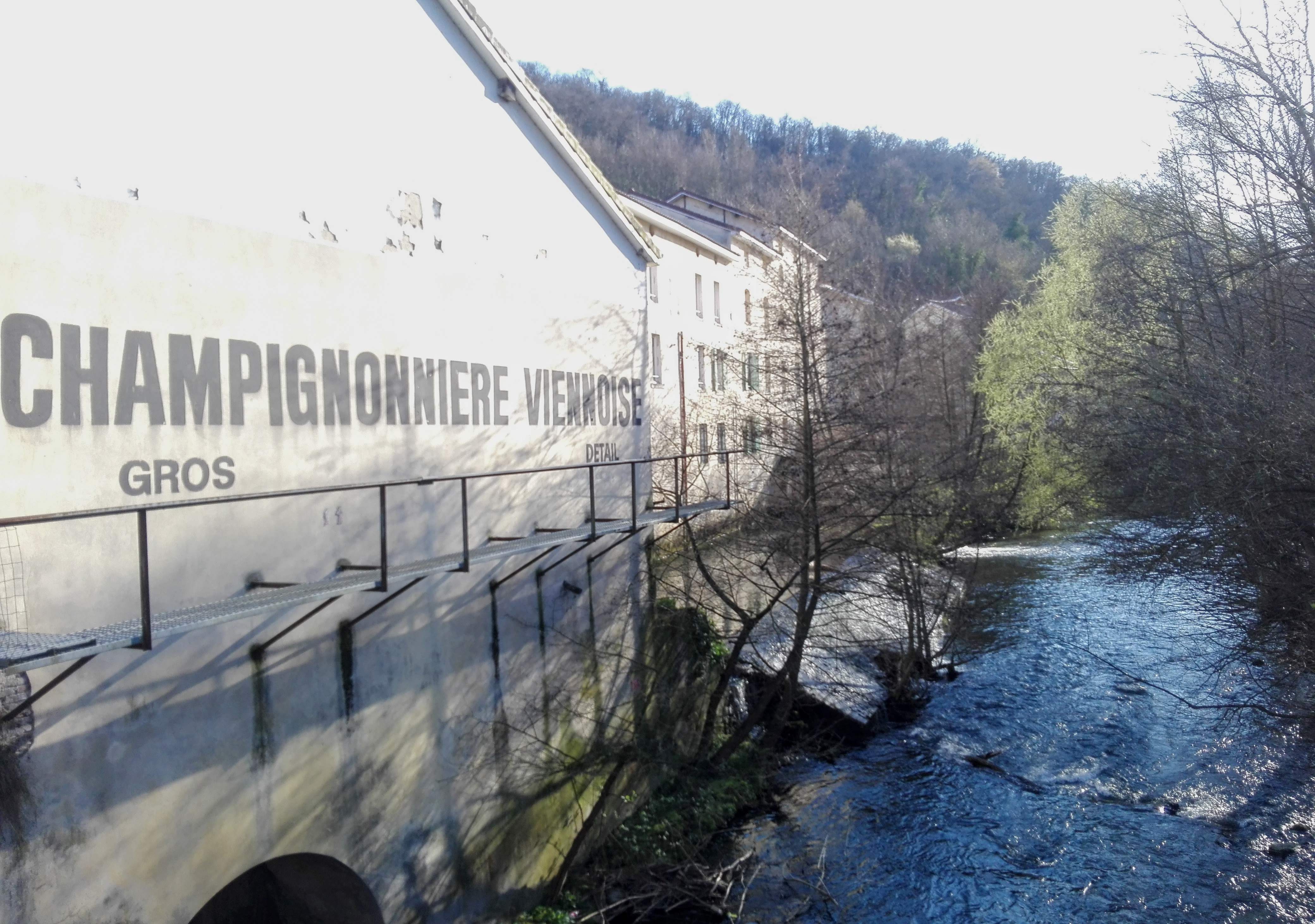
ancienne usine d'ouate et coton 2km en amont
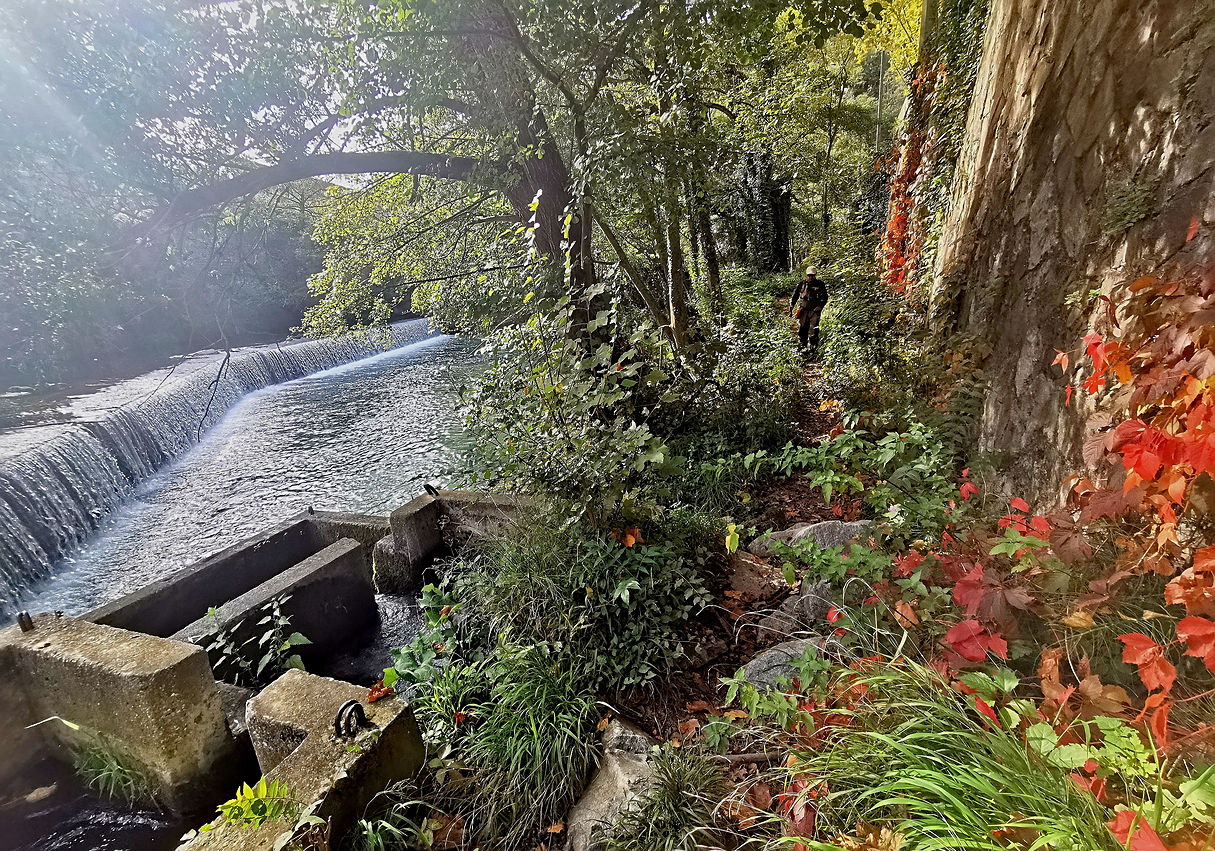
Un pêcheur de dimanche à côté d'un seuil (en aval de l'ancienne fonderie, quartier Lafayette)
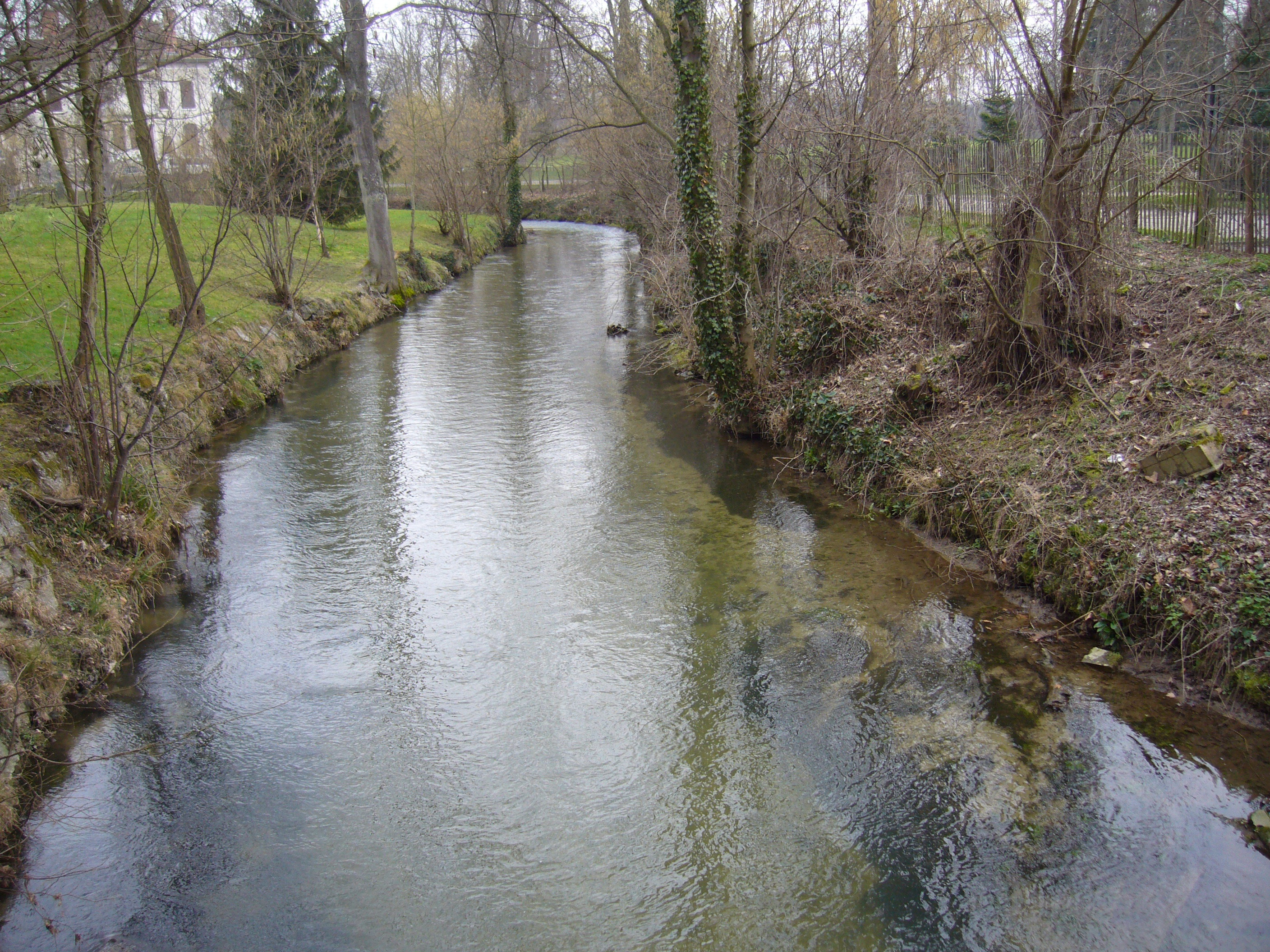
La Gère à Estrablin